# Oddoniodendron romeroi
Oddoniodendron romeroi är en ärtväxtart som beskrevs av Eduardo José Santos Moreira Mendes. Oddoniodendron romeroi ingår i släktet Oddoniodendron och familjen ärtväxter. Inga underarter finns listade i Catalogue of Life.